# Ава (Сикоку)
Ава (яп. 阿房国 Ава но куни) или Асю (яп. 阿州) — историческая область Японии, соответствующая сегодняшней префектуре Токусима на острове Сикоку. Относилась к региону Нанкайдо. Граничила с областями Тоса, Сануки и Иё.
Область была образована в VII веке. В древности название области писалось иероглифом 粟, но в 712 году написание заменили на два иероглифа — 阿波. Древняя столица области находилась предположительно недалеко от того места, где сегодня находится город Токусима.
Название сохранилось в имени фестиваля Ава-одори (танец Авы).

## Уезды
- Итано
- Ава
- Мима
- Миёси
- Оэ
- Мёдо
- Мёдзай
- Кацуура
- Нака